# Ciclón Yaku
El ciclón Yaku fue una muy inusual depresión tropical, aunque denominado mayoritariamente como «ciclón». Formado en el Pacífico Sur a finales de febrero de 2023 que impactó a Ecuador y el norte del Perú el 4 de marzo del mismo año. Ha sido descrito por el Servicio Nacional de Meteorología e Hidrología del Perú (Senamhi) como un «ciclón de características tropicales no organizado» no visto desde 1983 o 1998.

## Desarrollo

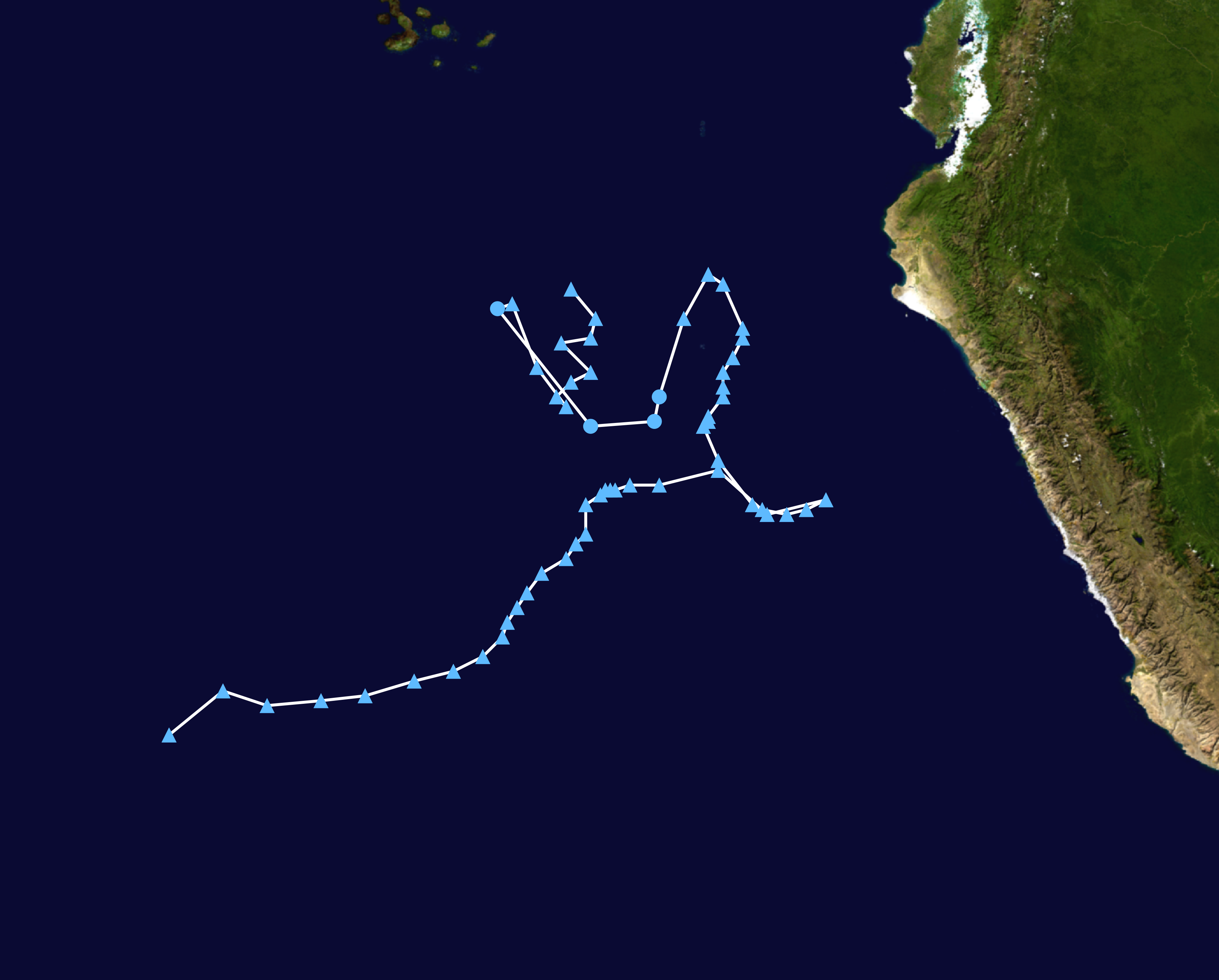
Trayectoria de la depresión tropical Yaku

El 7 de marzo, el SENAMHI informó de un «ciclón de características tropicales no organizado». Los investigadores del SENAMHI lograron identificar la formación del ciclón a finales de febrero, y además precisaron que el inusual fenómeno permanecería en el mar peruano. Pero no afectaría a ninguna ciudad de las costas peruanas y ecuatorianas. También informaron que para los días 9 al 11 de marzo se iban a desarrollar precipitaciones de intensidad moderada a intensa en la costa norte y sierra del Perú, y que el ciclón no se convertiría en huracán. El anuncio del ciclón Yaku provocó inquietud entre la población. Por otro lado, el INAMHI, la agencia meteorológica ecuatoriana, descartó al evento atmosférico como ciclón y reportó el 10 de marzo que Yaku dejará de tener impacto directo en las costas de Ecuador.

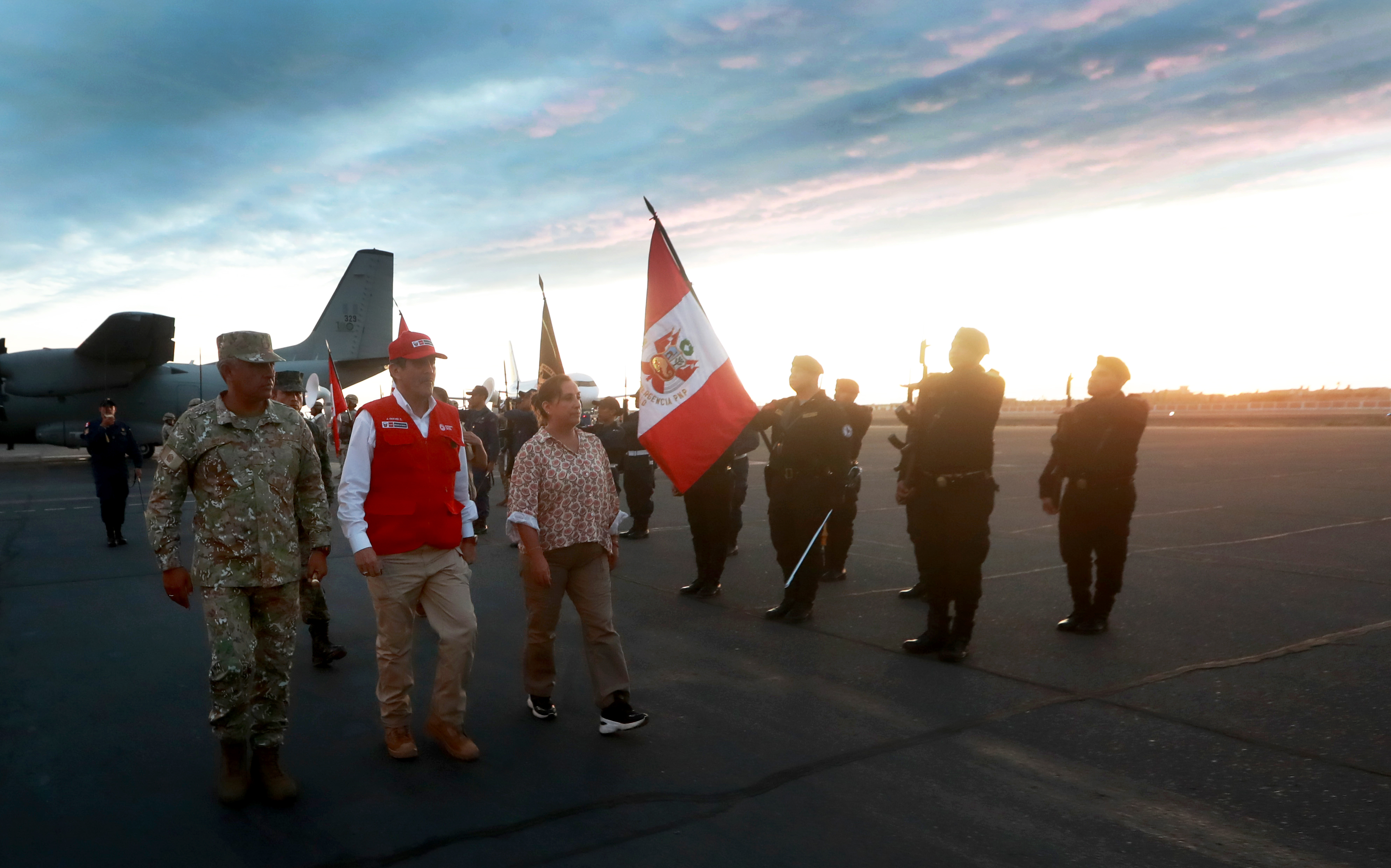
La presidenta del Perú, Dina Boluarte, arribando en La Libertad para inspeccionar los daños causados por el ciclón Yaku.

El ciclón Yaku aumentó las condiciones de lluvias extremas en los departamentos de Tumbes, Piura y Lambayeque. El 8 de marzo, se reportó lluvias en los departamentos de Tumbes, Piura, Lambayeque, La Libertad, Áncash y Lima. El 10 de marzo, el río La Leche en Lambayeque se desbordó afectando al distrito de Íllimo. En el departamento de La Libertad, hubo inundaciones en las provincias de Chepén y Pacasmayo luego de lluvias torrenciales. Informes del SENAMHI indicaron que los departamentos de Lambayeque y La Libertad superaron el registro histórico de acumulación de lluvias en 24 horas reportando valores no registrados desde El Niño de 1998 y El Niño de 2017, según Senamhi. El 11 de marzo, el puente Sechín, de Áncash, colapsó debido a las lluvias. Debido a las lluvias, dieciocho distritos de Lima fueron declarados en estado de emergencia. El inicio de clases en Perú que fue programado para el 13 de marzo fue suspendido para el 20. El SENAMHI emitió un aviso de nivel rojo en Ica, Huancavelica y Ayacucho ante una posible activación de huaicos. La presidenta Dina Boluarte anunció la suspensión por 24 horas las actividades escolares y universitarias en instituciones educativas públicas y privadas de Lima Metropolitana, región Lima y el Callao y que las Fuerzas Armadas y la Policía Nacional del Perú estarían en alerta para ayudar a la población. El alcalde de Lima Rafael López Aliaga propuso que el día 14 de marzo sea día no laborable. Solicitó una cadena de oración y declaró que el ciclón «se está yendo al oeste, como pedí en cadenas de oración». También criticó el programa de Reconstrucción con Cambios del gobierno de Martin Vizcarra. El 16 de marzo se produjo deslizamiento de tierra en Punta Negra. Se reportó diversos daños materiales en diversos distritos de Lima.

## Consecuencias
El paso del ciclón Yaku causó daño en infraestructura y pérdidas humanas. A consecuencia de las lluvias, se detectó la subida en los precios de alimentos. Debido al paso del ciclón Yaku, los casos de dengue aumentaron en Perú desatándose una epidemia. Por otra parte, las protestas reanudadas en enero de 2023, tras el fallido intento de autogolpe de Pedro Castillo, se detuvieron.